# Wojciech Nowicki
Wojciech Nowicki (Białystok, 22 de febrero de 1989) es un deportista polaco que compite en atletismo, especialista en la prueba de lanzamiento de martillo.
Participó en dos Juegos Olímpicos de Verano, obteniendo dos medallas, bronce en Río de Janeiro 2016 y oro en Tokio 2020, en el lanzamiento de martillo. En los Juegos Europeos de Cracovia 2023 consiguió una medalla de oro en el lanzamiento de martillo.
Ganó cinco medallas en el Campeonato Mundial de Atletismo entre los años 2015 y 2023, y cuatro medallas en el Campeonato Europeo de Atletismo entre los años 2016 y 2024.

## Palmarés internacional
| Juegos Olímpicos   | Juegos Olímpicos         | Juegos Olímpicos  | Juegos Olímpicos |
| Año                | Lugar                    | Medalla           | Prueba           |
| ------------------ | ------------------------ | ----------------- | ---------------- |
| 2016               | Río de Janeiro (Brasil)  | Medalla de bronce | Martillo         |
| 2020               | Tokio (Japón)            | Medalla de oro    | Martillo         |
| Campeonato Mundial |                          |                   |                  |
| Año                | Lugar                    | Medalla           | Prueba           |
| 2015               | Pekín (China)            | Medalla de bronce | Martillo         |
| 2017               | Londres (Reino Unido)    | Medalla de bronce | Martillo         |
| 2019               | Doha (Catar)             | Medalla de bronce | Martillo         |
| 2022               | Eugene (Estados Unidos)  | Medalla de plata  | Martillo         |
| 2023               | Budapest (Hungría)       | Medalla de plata  | Martillo         |
| Juegos Europeos    |                          |                   |                  |
| Año                | Lugar                    | Medalla           | Prueba           |
| 2023               | Chorzów (Polonia)        | Medalla de oro    | Martillo         |
| Campeonato Europeo |                          |                   |                  |
| Año                | Lugar                    | Medalla           | Prueba           |
| 2016               | Ámsterdam (Países Bajos) | Medalla de bronce | Martillo         |
| 2018               | Berlín (Alemania)        | Medalla de oro    | Martillo         |
| 2022               | Múnich (Alemania)        | Medalla de oro    | Martillo         |
| 2024               | Roma (Italia)            | Medalla de oro    | Martillo         |